# 미할리나 올샨스카
미할리나 올샨스카(폴란드어: Michalina Olszańska, 1992년 6월 29일 ~ )는 폴란드의 배우, 작가, 가수, 바이올린 연주자이다. 2016 체코 사자상 여우주연상 수상자이다.

## 출연 작품

### 영화
- 소울캐처 (2023년)